# Ban de l'alcalde
El ban de l'alcalde és, a Espanya, un document emanat dels alcaldes que recorden al veïnat les normes jurídiques en vigor o l'especificació dels llocs de l'aplicació de la normativa. Tenen una naturalesa polèmica al dret administratiu espanyol perquè són considerats per alguns un reglament, dins dels tipus d'ordenances locals, i per altres són actes generals sense caràcter de norma.
La difusió dels bans de l'alcalde es fan mitjançant els diaris oficials, als taulons d'anuncis i amb cartells. Als pobles menuts, es transmeten per megafonia. Tradicionalment es feia mitjançant la figura del pregoner, que solia ser feina d'un agutzil.

## Regulació
Els bans dels alcaldes és anomenat per la Llei Reguladora de les Bases del Règim Local (LRBRL) (art. 21.1e) i al Reglament d'Organització, Funcionament i Règim Jurídic de les Entitats Locals (art. 41.8).
Segons la Sentència del Tribunal Suprem de 24 d'octubre de 1986, és un reglament de to menor o caràcter instrumental. Una part dels autors de la doctrina del dret no està d'acord que siga un reglament senyalant que la LRBRL no inclou als bans entre les normes subjectes a un procediment especial d'aprovació (art. 49) ni de publicació (art. 70), pel que no poden innovar l'ordenament jurídic, tal com indiquen les Sentències de 4-12-74, 28-12-77 i 3-3-82. Malgrat això, hi ha jurisprudència del Tribunal Suprem que sí declara el caràcter normatiu dels bans de l'alcalde.
La sentència del Tribunal Suprem de 18 d'octubre de 1983 establí que els bans de l'alcalde no poden regular l'aprofitament dels béns comunals, car és una competència de l'ajuntament en conjunt.

## Classificació
Dels bans i concretament dels bans d'alcalde s'han presentat diverses classificacions. La de Serrano Guirado és probablement la més exhaustiva.
Aquest autor classifica els bans d'alcalde:
- Segons la matèria: de policia general administrativa i de policia de seguretat o ordre públic.
- Segons la finalitat:[7]
  - Executius: per al desenvolupament i compliment dels acords de l'ajuntament.[8] Segueix el principi de jerarquia, surbordinat a les ordenances municipals.[9]
  - Administratius: dictats dins de la potestat pròpia de l'alcalde. Segueix el principi de competència, sense estar sotmés a les ordenances municipals.[9]
  - D'urgència o el ban de necessitat: és l'únic ban que té caràcter explícit de norma. Tenen justificació en el context d'alteració de l'ordre públic, catàstrofes i guerra.[10] Alguns autors diferèncien entre bans d'urgència i bans de necessitat.[11] El Reglament d'Obres, activitats i serveis dels ens locals de Catalunya expressa que siga possible que els bans d'urgència tinguen caràcter normatiu mentre la situació d'emergència dure.[12]

Una classificació pel contingut seria la següent: recordatoris d'obligacions legals, comunicació de fets i esdeveniments, recomanacions i agraïments, fixar data i lloc de determinats actes, prohibicions i mandats i establir condicions o límits a l'ús dels serveis públics o de domini públic. A partir d'aquesta classificació s'observa que hi ha bans que actuen com a mers recordatoris i altres que podrien entendre's com a disposicions.
Farre Tous planteja classificar en tres grups:
- Bans que publiciten actes i obligacions d'altres disposicions.
- Bans que fixen elements necessaris per a un acte o mandats generals per a situacions concretes.
- Bans que estableixen prohibicions, drets, deures o condicions per a l'exercici de quelcom amb vocació de permanència. Aquests suposen una innovació en l'ordenament jurídic.

## Història
Aquests documents ja existien en la legislació espanyola del règim local del segle xix per a facilitar la comunicació del govern municipal amb els administrats.
La Llei d'ajuntaments de 1840, inspirada pel dret local francès, diferenciava entre bans temporals i bans permanents a l'art. 70, però creava una ambigüitat alhora de diferenciar-los en la pràctica per falta de criteris per fer-ho. Els bans permanents eren remitits al governador civil, qui podia suspendre'ls o anul·lar-los. Aquesta diferenciació en la pràctica s'ha fet amb l'aplicació successiva com a criteri, cosa que ha sigut utilitzada per a diferenciar entre acte administratiu i disposició normativa. La posterior llei municipal de 1845 va mantindre la distinció de la del 1840 (art. 114).
La llei municipal de 28 d'agost de 1870 limità les facultats normatives de l'alcalde a òrgan executiu deixant-li "dictar els bans i disposicions convenients per a l'execució de les ordenances". La Llei de 2 d'octubre de 1877, art. 114, establia el ban com a norma dictada solament per l'alcalde per a dirigir la policía urbana i rural. Amb l'Estatut Municipal de 1924, aprovat mitjançant el Decret Llei de 5 de març de 1924, mantenia la potestat de l'alcalde de manera similar a la norma anterior però eliminant el control del governador civil.
En la Llei de 24 de juny de 1955 (aprovada per Decret el 24 de juny de 1955), art. 108, es deia que l'alcalde podia dictar bans d'aplicació general al terme municipal. Aquesta disposició normativa creà una ambigüitat que implicà molts litigis. Aquesta ambigüitat desapareix amb l'aprovació del Reglament de Serveis dels ens locals de 1955.
La Llei 5/1985, de 2 d'abril, reguladora de les Bases del Règim Local també las va regular. La Llei del Parlament de Catalunya 8/1987, de 15 d'abril, municipal i de règim local de Catalunya estableix en l'art. 221 que si no s'estableix el contrari, es poden posar multes a qui infringeisca els bans dictats per situació d'urgència.
El Reial decret Legislatiu 781/1988, de 18 d'abril, aprovà el Text Refòs de les disposicions legals vigents en matèria de Règim Local, el qual té en l'art. 57 reconeix implícitament que en els bans es poden tipificar infraccions. A partir de la Llei 30/1992, de 26 de novembre, del règim jurídic de les Administracions públiques i del procediment administratiu comú aquesta interpretació és dubtosa de ser vigent.

## Procediment d'elaboració i difusió
No hi ha un procediment d'elaboració establert.
L'arts. 51.1.f LMRLC i 68 ROAS estableixen que el ban d'alcalde cal que el dicte l'alcalde i que s'ha de publicar al Butlletí Informatiu de l'ens local, si aquest existeix, i al tauló d'anuncis de la corporació local i a més cal que se li done la màxima publicitat possible.